# 患者学
患者学（かんじゃがく）は、医療従事者が患者から学び、患者も医療や病状について学ぶ概念や運動などのこと。

## 世界的な動き
英国NHSによって2002年から「慢性疾患セルフマネジメントプログラム(CDSMP)」を発展的に改組し「患者学プログラム(EPP)」が開始された。長期慢性疾患患者の自助と家族の援助を強化するために国家政策として熟達患者を育成している。